# Lamy (Unternehmen)

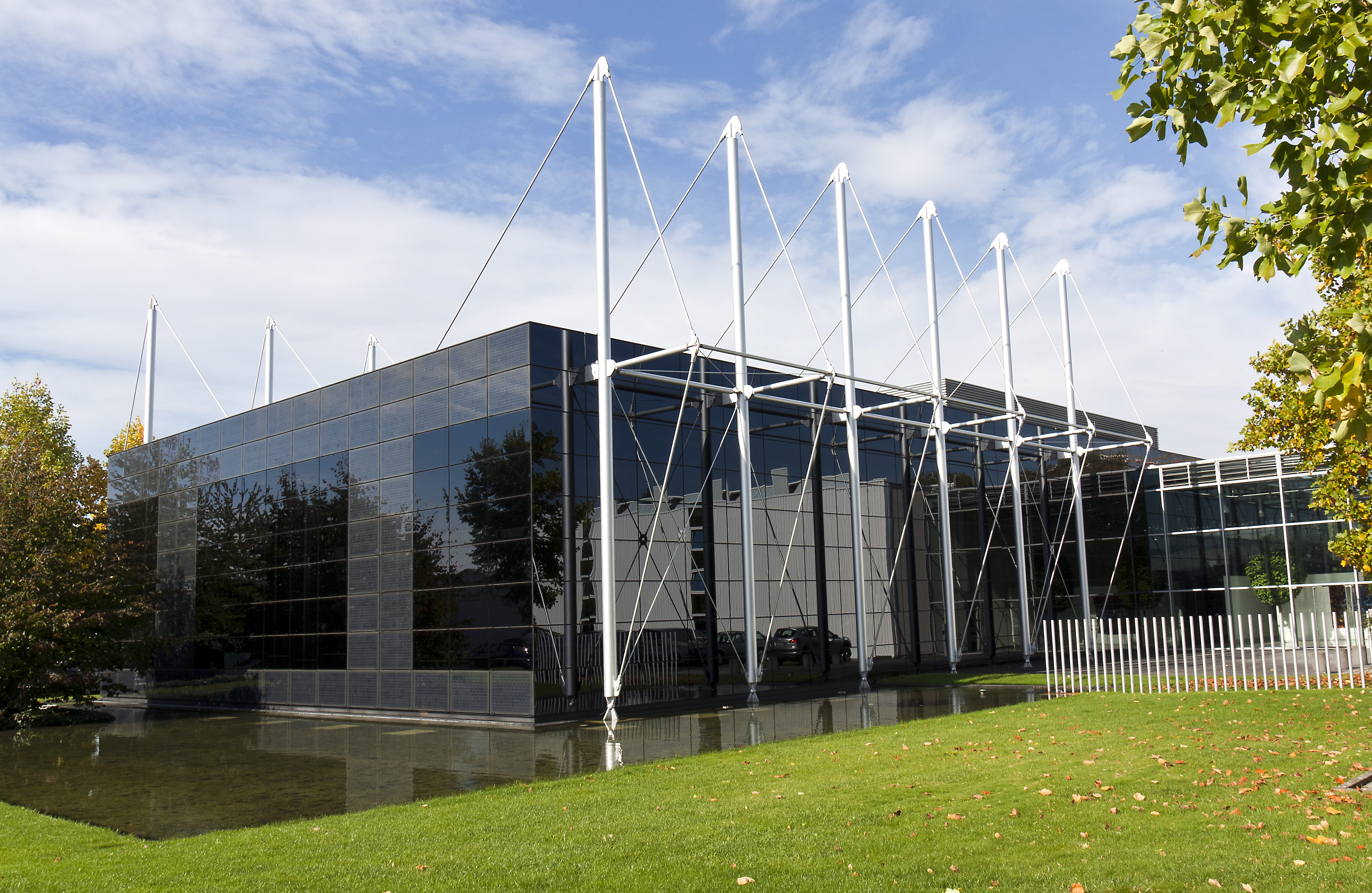
Stammsitz in Heidelberg-Wieblingen

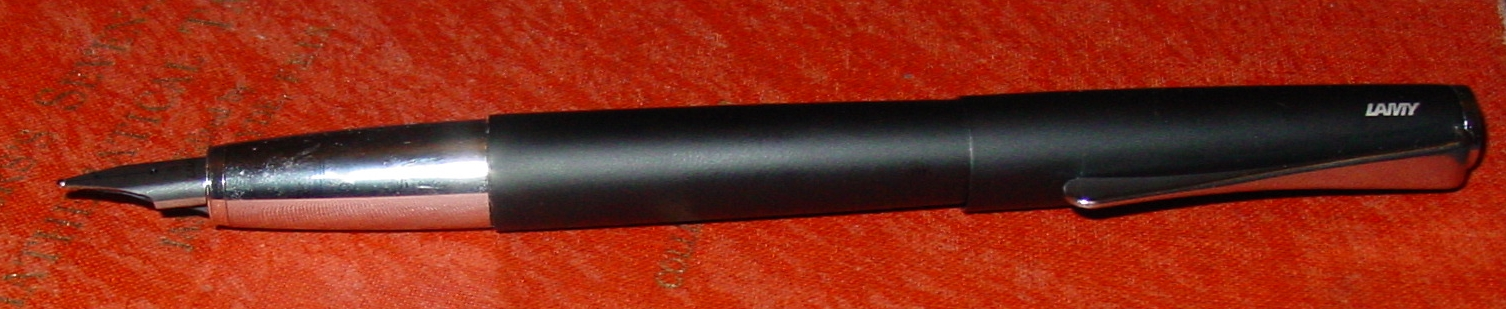
Lamy Studio

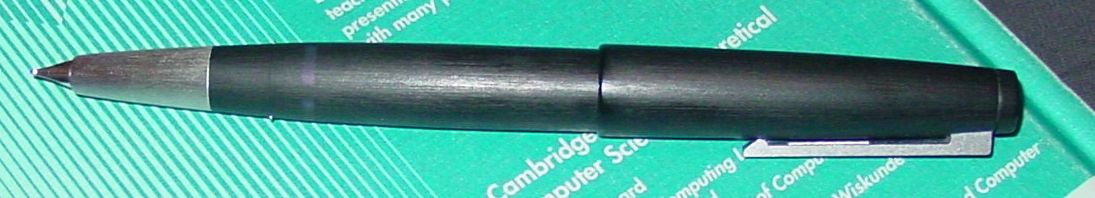
Lamy 2000

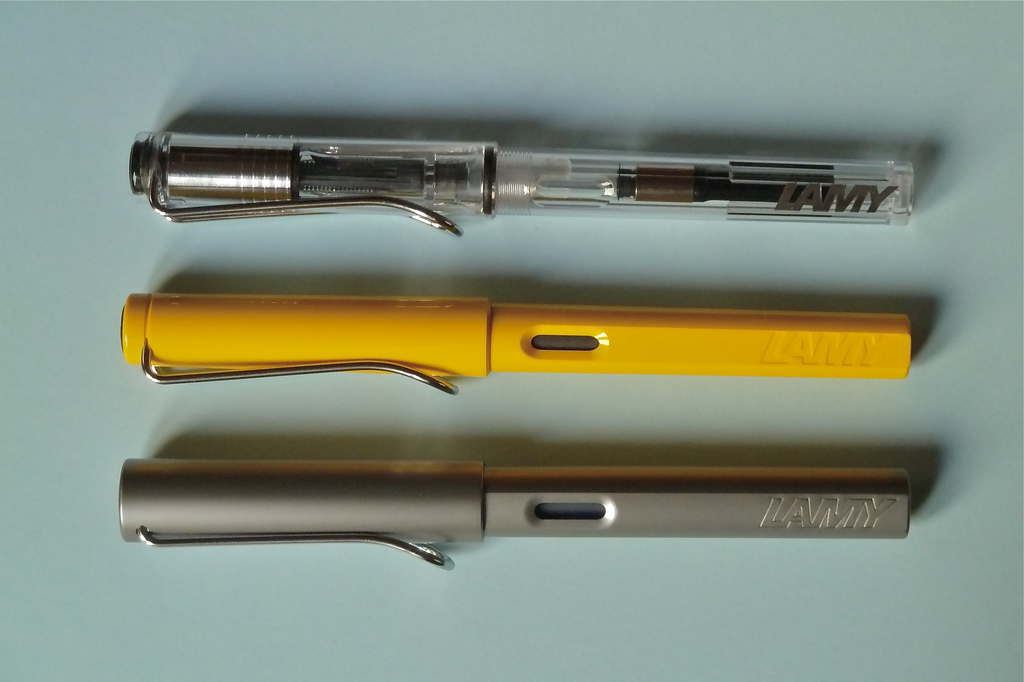
Lamy Vista, Lamy Safari und Lamy AL-star

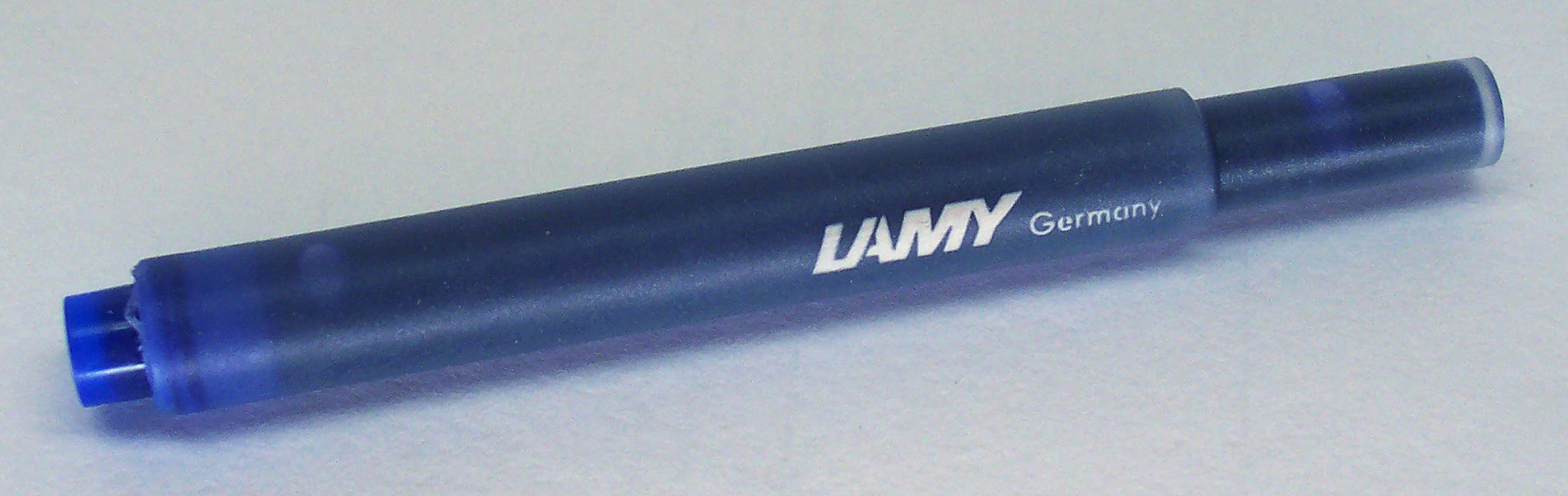
Lamy-Patrone

Lamy ist ein deutscher Hersteller für Schreibgeräte mit Sitz in Heidelberg. Nach eigenen Angaben hat das Unternehmen eine Jahresproduktion von acht Millionen Schreibgeräten (2023) in Deutschland. Der Lamy Safari ist der meistverkaufte Schulfüllfederhalter in Deutschland und der meistverkaufte Füllfederhalter der Welt (Ende 2016).

## Geschichte
1930 wurde das Unternehmen unter dem Namen „Orthos Füllfederhalter-Fabrik C. J. Lamy“ von C. Josef Lamy in Heidelberg gegründet. 1948 erfolgte die Umfirmierung in „C. Josef Lamy GmbH“. Mit dem Füllfederhalter Lamy 27 erfolgte 1952 der Durchbruch der Schreibgeräte-Marke Lamy in der Bundesrepublik Deutschland. 1957 erfolgte der Umzug des Unternehmens in den Heidelberger Stadtteil Wieblingen.
Manfred Lamy (1936–2021) trat 1962 in die „C. Josef Lamy GmbH“ als Marketingleiter ein. 1964 erfolgte die Einführung des Kugelschreibers Lamy exact, mit einer Großraummine. 1973 wurde Manfred Lamy alleiniger Geschäftsführer und entwickelte das Unternehmen zu einer weltweit bekannten Designmarke.
1989 wurde die Produktion von eigener Tinte aufgenommen. 1994 wurde erstmals ein Umsatz von über 100 Millionen DM (51,13 Millionen €) erwirtschaftet.
Nachdem sich Manfred Lamy im November 2006 von der Geschäftsführung zurückgezogen hatte, übernahm Bernhard M. Rösner als alleiniger Geschäftsführer die Leitung des Unternehmens. 2018 verließ er die Firma wegen Meinungsverschiedenheiten mit den Gesellschaftern. Seither führt ein Team von drei langjährigen Mitarbeitern die Firma. Manfred Lamy war Mitglied des neugegründeten Lamy-Beirats und wurde 2008 für seine besonderen Verdienste um das Design und eine ganzheitliche, zukunftsorientierte Unternehmens- und Produktkultur mit dem Designpreis der Bundesrepublik Deutschland geehrt. Er starb am 17. Januar 2021.
Im Februar 2024 verkaufte die Eigentümerfamilie ihre Anteile an die japanische Mitsubishi Pencil Company, den Hersteller von Druckbleistiften und Tintenrollern der Marke uni bzw. uni-ball.

## Design, Designer und Produkte
Für Lamy tätige Designer und die von ihnen gestalteten Produkte sowie wichtige Auszeichnungen:
- Gerd A. Müller (1932–1991) (Modelle: Lamy 2000, Lamy cp1, Lamy st, Lamy twin pen und Lamy unic) war nach seinem Studium an der Werkkunstschule Wiesbaden von 1955 bis 1965 als Designer bei Braun tätig. Er arbeitete in der Tradition des Bauhauses und gestaltete 1966 den Lamy 2000. Eine Jubiläumsausgabe des Lamy 2000 mit Grenadill-Holz wurde 1996 produziert und eine weitere Jubiläumsausgabe im Jahr 2006 aus glanzpolierter Hightech-Keramik. 1974 zeichnete Gerd A. Müller auch für die Entwicklung des Lamy cp1 verantwortlich. 1984 erfolgte die Einführung des Lamy unic und des Lamy twin pen. 1988 erhielt der Kugelschreiber Lamy unic Ti. Titanium coated den „European Design Prize 1988“ der Kommission der Europäischen Gemeinschaften (EG). Der Lamy cp1 wurde 1988 vom Industrie Forum Design Hannover mit dem IF Design Award ausgezeichnet, außerdem zweimal mit dem red dot design award.
- Mario Bellini (Modell: Lamy persona (Einführung 1990, hergestellt bis 2004)[10]) Der persona wurde im Jahr 1993 vom Design Zentrum Nordrhein Westfalen für seine hohe Designqualität ausgezeichnet.[11]
- Richard Sapper (Modell: Lamy dialog 1 (Einführung 2003))
- Wolfgang Fabian (Modelle: Lamy agenda, Lamy AL-star, Lamy logo (Einführung 1983), Lamy pickup (Einführung 2004), Lamypickup pro (Einführung 2006), Lamy safari (Einführung 1980), Lamy spirit, Lamy swift, Lamy tipo, Lamy white pen (Einführung 1982))
- Franco Clivio (Modelle: Lamy pico (Einführung 2001 und Gewinner des Designpreises der Bundesrepublik Deutschland 2004), Lamy dialog 3 (Einführung 2009 und Gewinner des Good Design Award des Chicago Athenaeums 2009))
- Andreas Haug (Phoenix Product Design) (Modelle: Lamy accent (Einführung 1998), Lamy 4pen, Lamy smile (Einführung 2006), Lamy nexx (Einführung 2008))
- Hannes Wettstein (Modelle: Lamy scribble (Einführung 2000) und Lamy studio (Einführung 2005))
- Knud Holscher (Modelle: Lamy dialog 2 (Einführung 2006) und Lamy pur (Einführung 2007))
- Naoto Fukasawa (Modell: Lamy noto (Einführung 2008))
- Konstantin Grcic (Modell: Lamy vivo)
- Sieger Design (Modell: Lamy scala (Einführung 2012))
- Jasper Morrison (Modell Lamy aion (Einführung 2017))